# NGC 5616
NGC 5616 este o intermediate spiral galaxy⁠(d) situată în constelația Boarul. A fost descoperită în 1 mai 1785 de către William Herschel. Se află la o distanță de 103,75 megaparseci de Pământ.